# Psykasteni
Psykasteni (av grekiskans psyche, själ, och asteni) är en psykiaktrisk term, varmed åsyftas de former av neuros, som huvudsakligen berör själslivet och centra för de psykiska funktionerna. Det nämns i ICD-10 som en variant av neurotisk störning, samman med flera kulturspecifika psykiska störningar.
Symtomen är, som namnet anger, av psykisk art, och deras allmänna karaktär ses som en funktionell svaghet hos det centrala nervsystemet (hjärnbarken), yttrande sig i försvagningar inom psykiska processer som viljelivet och föreställningslivet, varvid även en bristande jämvikt inom känslorna kan komma till synes. En vanlig form av psykasteniska rubbningar ansågs förr vara de så kallade tvångstankarna.
Pierre Janet var den förste att nyttja termen då han delade in neuroser i psykasteni och hysteri, och undvek sålunda termen neurasteni, som antyder en obefintlig neurologisk förklaring.